# Telmatoscopus macdonaldi
Telmatoscopus macdonaldi és una espècie d'insecte dípter pertanyent a la família dels psicòdids que es troba a la zona neàrtica.